# Talisia granulosa
Talisia granulosa är en kinesträdsväxtart som beskrevs av Acev.-rodr.. Talisia granulosa ingår i släktet Talisia och familjen kinesträdsväxter. Inga underarter finns listade i Catalogue of Life.